# Іщенко Анатолій Олексійович
Анато́лій Олексі́йович І́щенко (* 1949) — фахівець у галузі металургійного машинобудування. Доктор технічних наук (1991), професор (1991). Лауреат Премії Ради міністрів СРСР (1984).

## З життєпису
Народився 1949 року в місті Ворошиловрад. Закінчив Ждановський металургійний інститут (1971), де в 1971—1974 та від 1981 року й працює. Від 1987 року — завідувач кафедри механічного обладнання заводів чорної металургії.
Напрями наукових досліджень:
- розроблення нових машин для різання гарячого прокату в лініях прокатних станів металургійних заводів;
- розроблення технології ремонту та відновлення устаткування металургійних й інших підприємств за допомогою металополімерних матеріалів.

Основні праці:
- «Дослідження особливостей різки профільного прокату роторними пилками»; 1982
- «Участки різки прокату дисковими пилками: навчальний посібник», 1989
- «Нові технології ремонту обладнання металополімерними матеріалами»; 1999
- «Нові технології відновлення сильнонавантаженого прокатного обладнання»; 2005
- «Технологічні основи відновлення промислового обладнання сучасними полімерними матеріалами: навчальний посібник», 2008.

Автор автор 82 авторських свідоцтв та патентів; 35 методичних праць, 2 навчальних посібників з грифом МОНУ, співавтор 2 підручників.